# En La Puerta de al Lado
"En la puerta de al lado" é uma canção gravada pela cantora e compositora Laura Pausini para o seu décimo segundo álbum de estúdio, Similares (2015). A canção, tanto em italiano, quanto em espanhol, foi escrita pela própria Pausini, e a música foi feita por Massimo de Luca. Paralelamente a seu lançamento, "Simili", foi lançado como segunda canção de trabalho na Itália. O ator chileno Cristián de la Fuente participa do videoclipe da canção, lançada junto com a faixa.

## Lançamento
Laura Pausini anunciou através de uma publicação em seu perfil na rede social estadunidense Facebook, o lançamento de "En la puerta de al lado", como segundo single da versão espanhola de seu álbum Simili (2015).

## Videoclipe
Junto com o lançamento da canção, um videoclipe dirigido por Leandro Manuel Emede e Nicolò Cerioni foi liberado por Laura Pausini. O vídeo conta com a participação do ator chileno Cristián de la Fuente.

## Paradas
| Parada (2016)            | Melhor posição |
| ------------------------ | -------------- |
| México (Espanol Airplay) | 19             |

## Histórico de lançamento
| Região            | Data                    | Versão   | Formato | Ref.  |
| ----------------- | ----------------------- | -------- | ------- | ----- |
| Espanha           | 19 de novembro de 2015  | Espanhol | Airplay | [ 1 ] |
| América espanhola | 19 de novembro de 2015  | Espanhol | Airplay | [ 1 ] |
| Brasil            | 15 de fevereiro de 2016 | Italiano | Airplay | [ 5 ] |